# الموسيقى في كوسوفو
تُعد موسيقى كوسوفو جزءا من الثقافة الأوروبية وهي تُشير إلى الموسيقى الشعبية في كوسوفو التي تُهيمن عليها الموسيقى الألبانية نظر لكون الألبان يُشكلون غالبية السكان في كوسوفو.

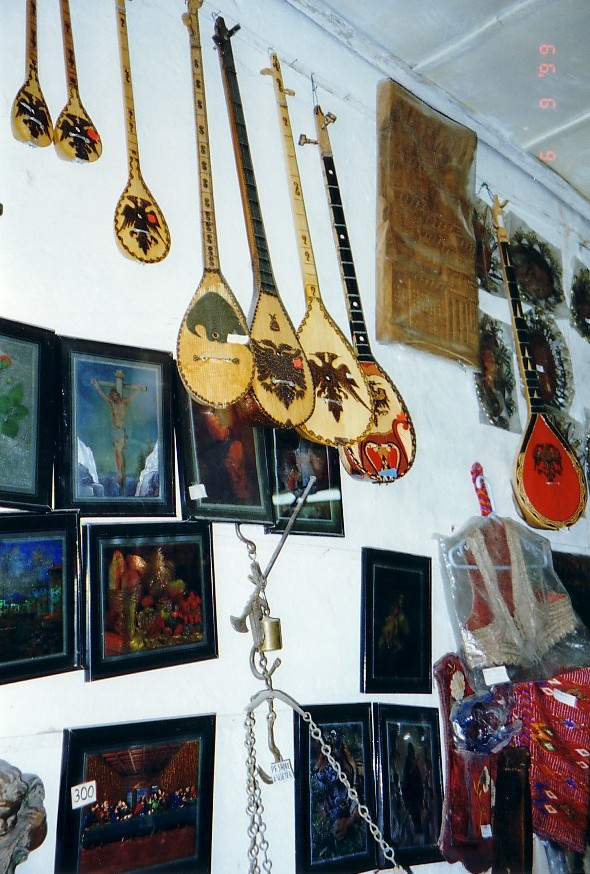
سيفتيلياس